# Parc de Tuira
Le parc de Tuira (finnois : Tuiranpuisto) est un espace vert du quartier de Tuira à Oulu en Finlande .

## Présentation
La zone du parc initialement réservée à l'hôpital de la ville d'Oulu est presque naturelle, à l'exception des bâtiments anciens. 
Le parc est entouré d'un sentier de randonnée qui, en hiver, est une des pistes de ski entretenues par la ville.

## Bâtiments
Les anciens bâtiments de l'hopital sont protégés.
- Crèche de Lassi, Magnus Schjerfbeck, (1896-1900)
- Maison Schjerfbeck, Magnus Schjerfbeck (1896-1901)
- Services de réadaptation de Koskenranta, Viktor Sucksdorff (1907-1909)
- Hermola, Viktor Sucksdorff (1907-1909)
- Maison Weikko, (1912)
- Service de crise du bureau de la santé mentale, Otto F. Holm (1922-1926)
- Morgue et laboratoire, Magnus Schjerfbeck (1896-1900)

## Vues du parc

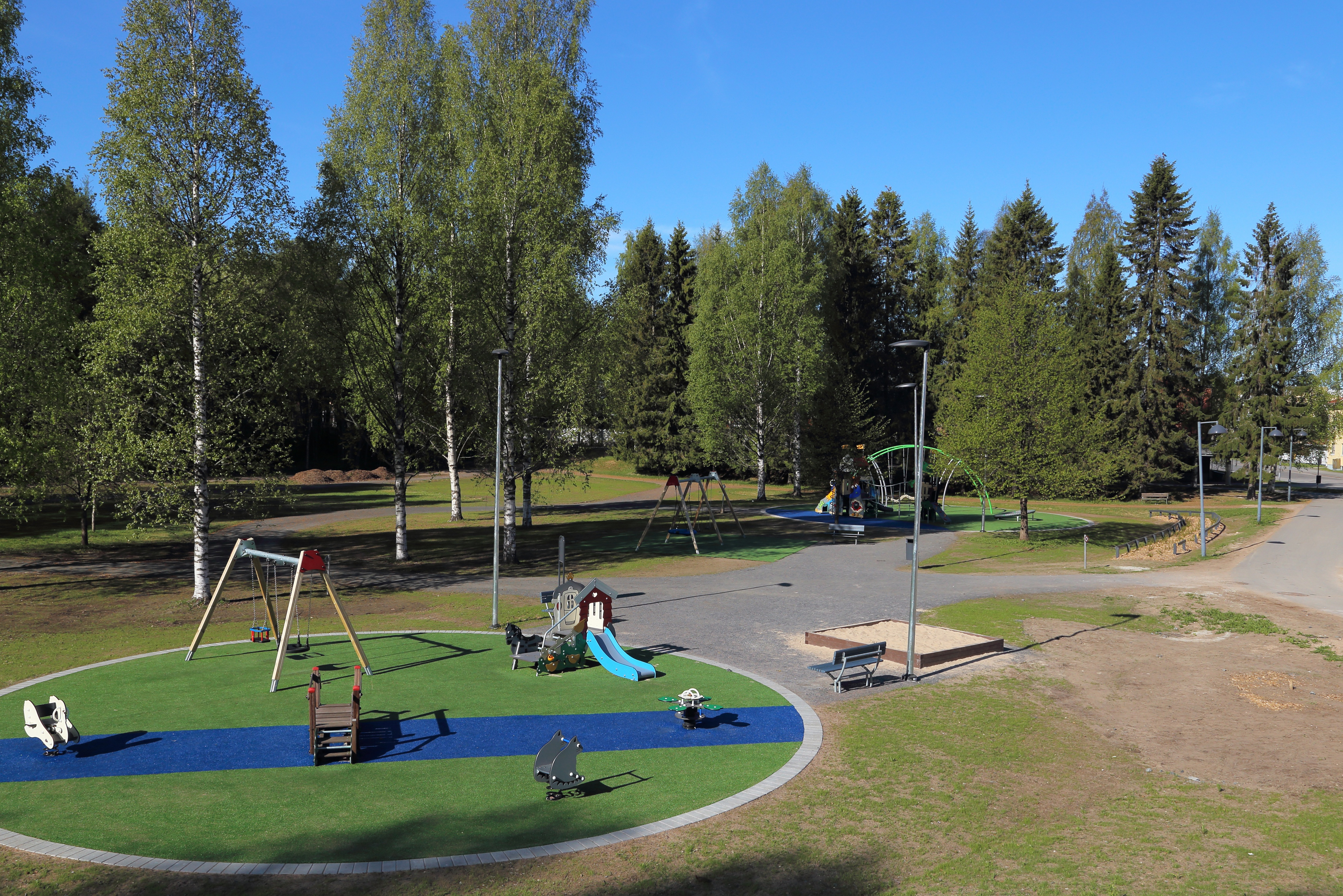
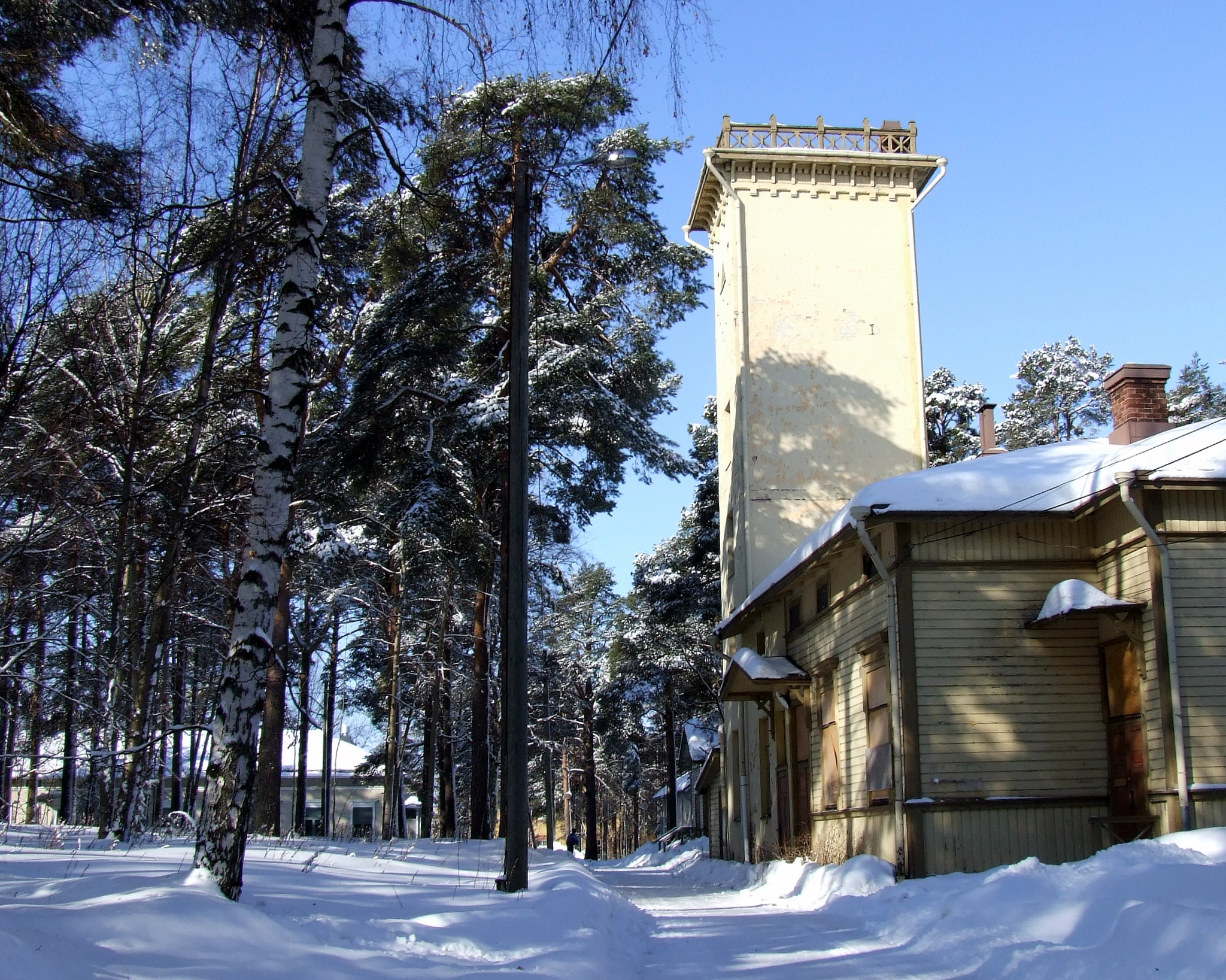
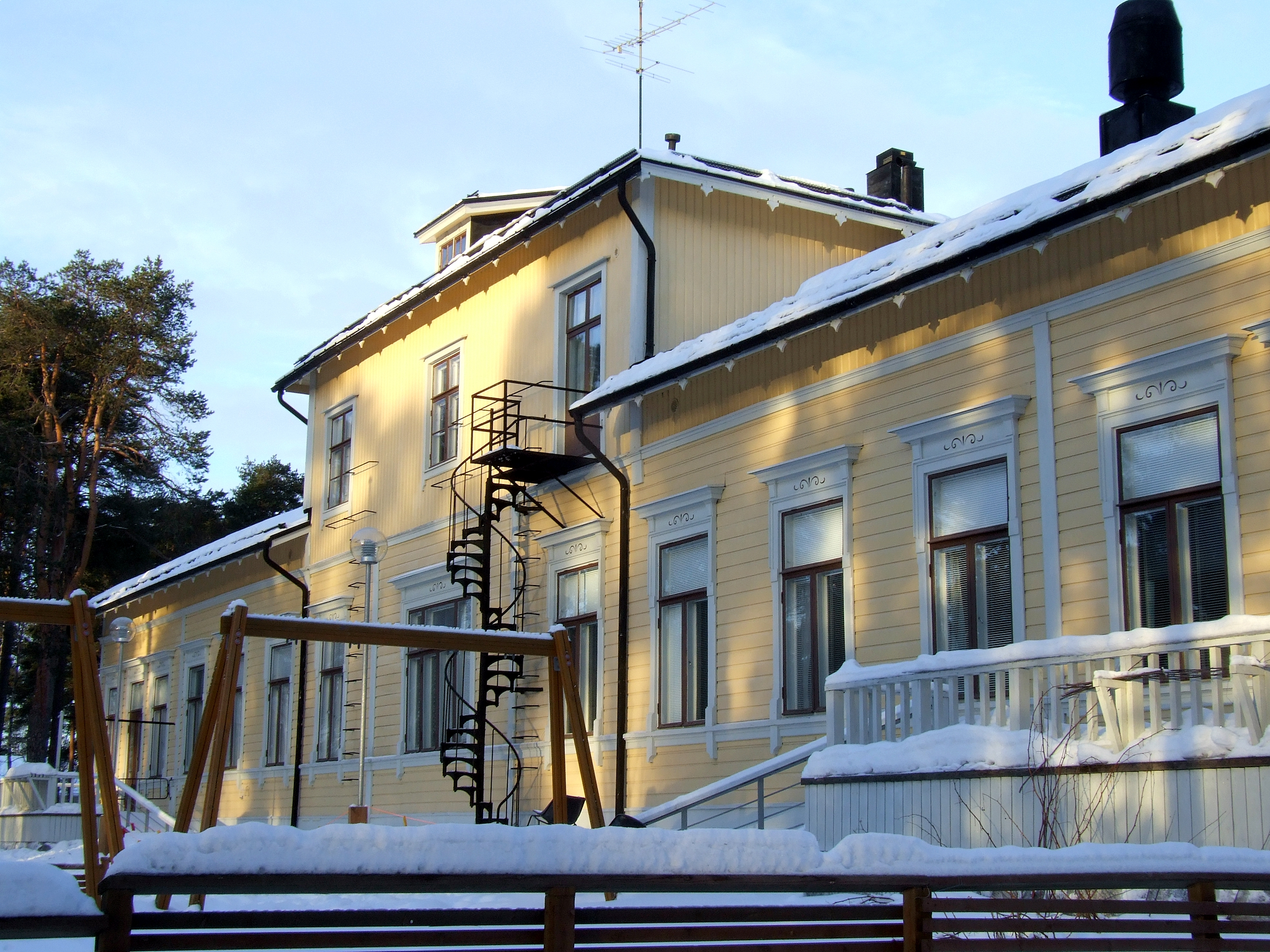
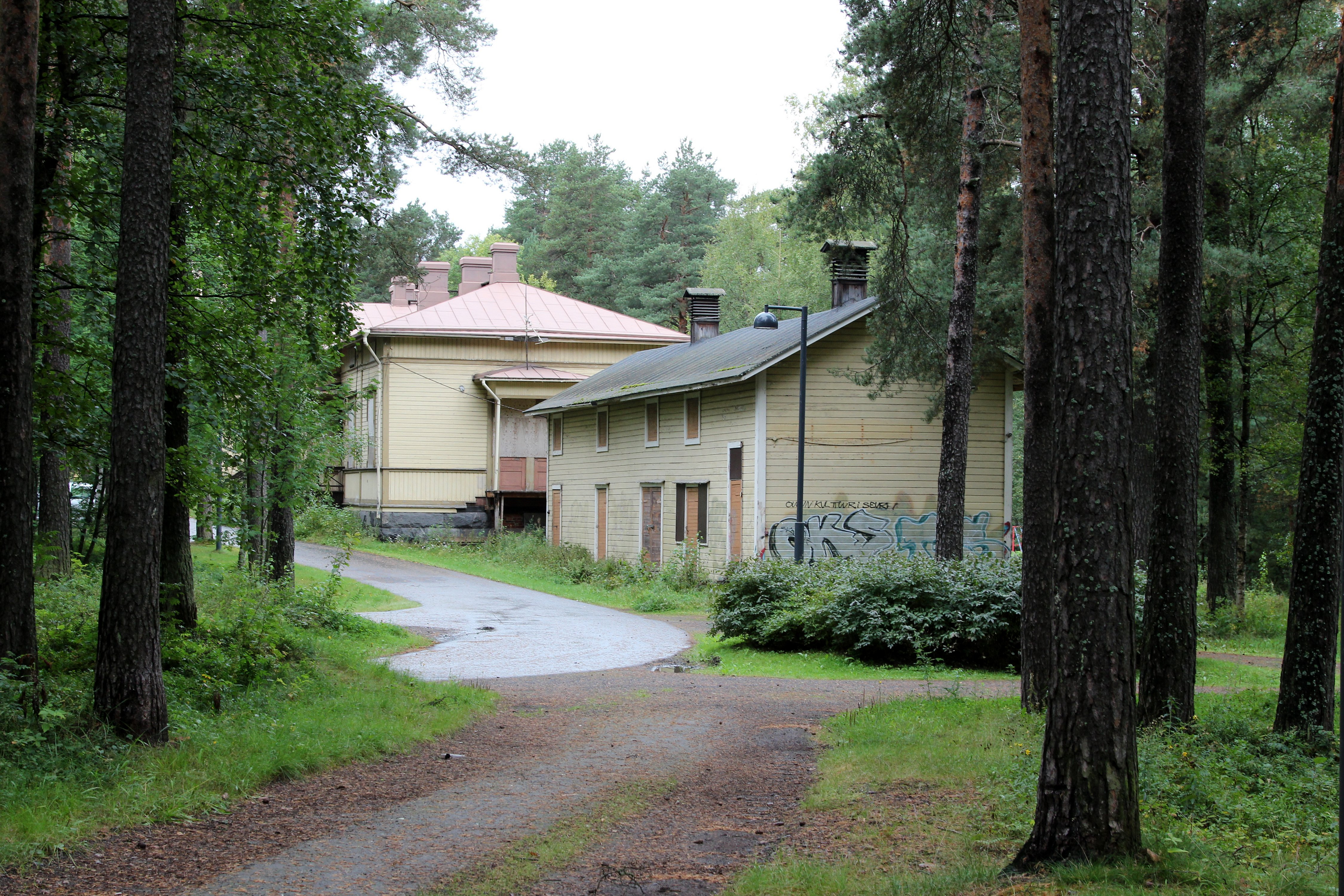
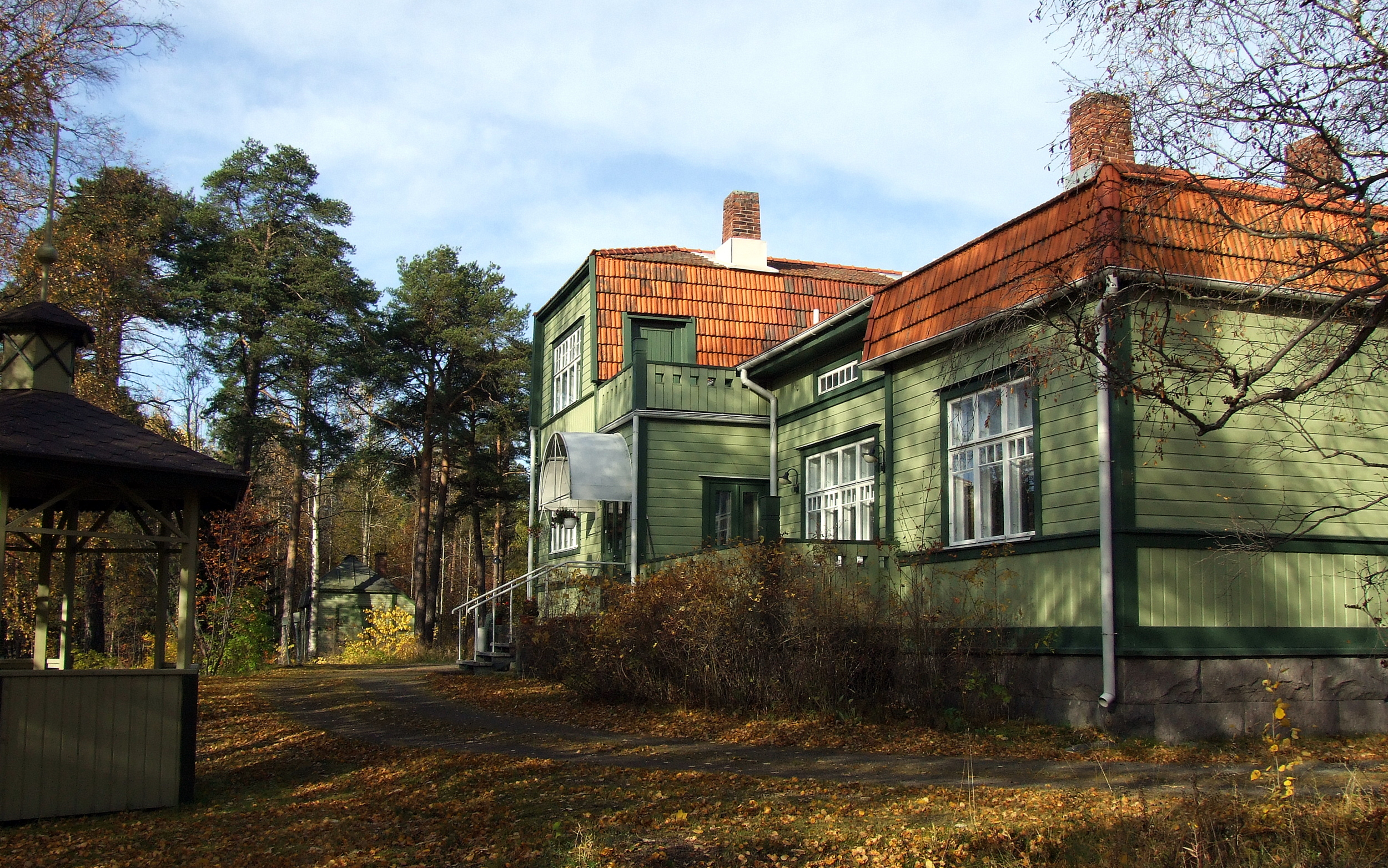
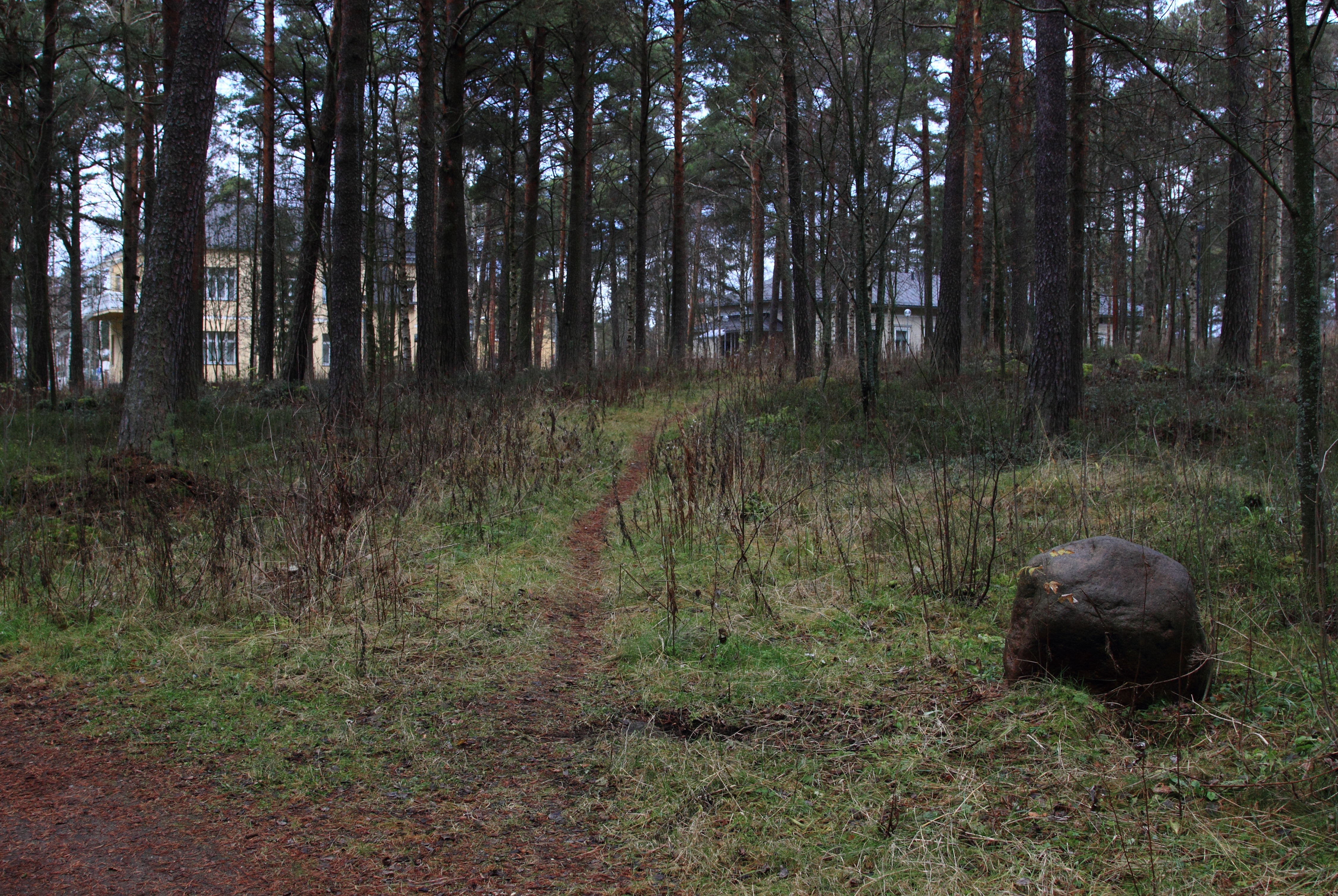
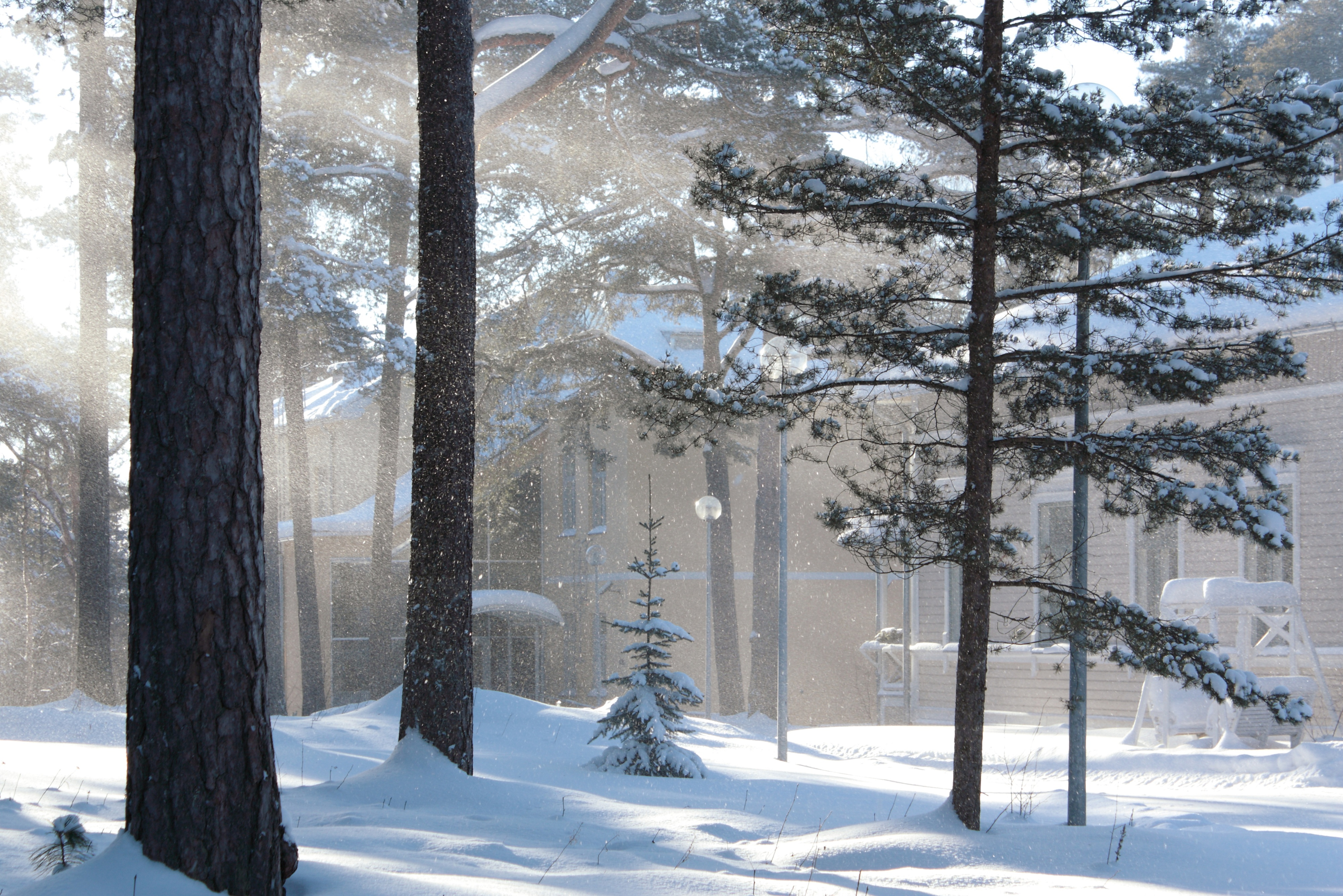